# Nemesia vittipes
Nemesia vittipes là một loài nhện trong họ Nemesiidae.
Nemesia vittipes được miêu tả năm 1911 bởi Simon.